# Кафр ел Шејх
Кафр ел Шејх (арап. كفر الشيخ) је град у Египту у гувернорату Кафр ел Шејх. Према процени из 2008. у граду је живело 151.781 становника.

## Становништво
Према процени, у граду је 2008. живело 151.781 становника.
| 1986.   | 1996.   | 2006.   |
| ------- | ------- | ------- |
| 103.301 | 124.819 | 147.380 |